# Cabeza Larga
Cabeza Larga o Cabezas Largas es un yacimiento arqueológico ubicado cerca de la península de Paracas, en la región Ica, Perú. Fue estudiado por el arqueólogo suizo Frédéric Engel en la década de 1960, quien puso al descubierto restos humanos pertenecientes al período arcaico tardío, hacia 3000 a. C. 
Forma parte del Complejo Arqueológico de Cabezas Largas que inicialmente fue investigado por Julio C. Tello, en la década de 1920. El nombre de “Cabeza Larga” lo dio el mismo Tello, debido a la presencia de cráneos humanos deformados mediante el patrón tubular cilíndrico, característicos de las momias de la cultura Paracas Necrópolis (Intermedio Temprano).

## Los entierros
Engel investigó la región de Paracas en el marco de sus investigaciones que intentaban dilucidar una etapa hasta entonces mal conocida, el período precerámico andino, conocido también como Arcaico. En Cabeza Larga halló seis entierros envueltos en pieles de animales y esteras de fibra vegetal, apareciendo algunos cadáveres en posición extendida y otros en posición flexionada. Al lado de estos entierros halló lo que denominó como un “osario”, que en realidad es un entierro múltiple de esqueletos humanos incompletos pertenecientes a unos 60 individuos, armados con lanzas de madera afiladas en un extremo y colocados entre capas de telas, esteras y pieles de animales, elementos con los que originalmente estaban enfardados los cuerpos. Los adornos si bien poco suntuosos, consistían en pendientes de hueso y de concha. Se halló también una bolsita de fibra destinada a guardar hojas de coca.

## Cronología
De acuerdo a la prueba del carbono 14 data del 3070 ± 120 a. C. 

## Actividades económicas
El hombre de Cabeza Larga, al igual que el hombre de Santo Domingo de Paracas, era horticultor o agricultor incipiente. Aún no utilizaba el algodón. Complementaba su actividad con la recolección de caracoles de tierra, la extracción de mariscos en las rocas de la playa y la caza de lobos marinos a quienes propinaba garrotazos en el hocico rematándolos con puñales de hueso. Es prueba de que el hombre por esa época se había ya asentado firmemente en el litoral del actual territorio peruano.